# Chen Jie
Det här är en artikel om en person med kinesiskt personnamn; Chen är familjenamnet.
Chen Jie (kinesiska: 陈洁), född 28 februari 1995, är en kinesisk simmare.

## Karriär
Chen tävlade för Kina vid olympiska sommarspelen 2016 i Rio de Janeiro, där hon blev utslagen i försöksheatet på 200 meter ryggsim. Vid olympiska sommarspelen 2020 i Tokyo blev Chen utslagen i försöksheatet på 100 meter ryggsim samt simmade i försöksheatet på 4×100 meter medley.